# Фітерали
Фітерали (рос. фитералы, англ. phyterals, нім. Phyterale n pl) — у вугіллі — вітренізовані і фюзенізовані фрагменти тканин різних частин рослин — деревини, склеренхіми, кори (перидерми), рахісів, листя, спорангій, а також вуглефіковані спори, кутикули, субериніт, які зберегли свою структуру. Визначаються під мікроскопом за збереженими анатомо-морфологічними ознаками. Деякі з них ідентифікуються за ботанічними ознаками і приналежністю до певних типів рослин — голонасінних, покритонасінних, лепідофітів, папоротевих, лепідодендронів, птеридоспермових, кордаїтів та ін. (Cady, 1942).